# Konfitfrüchte

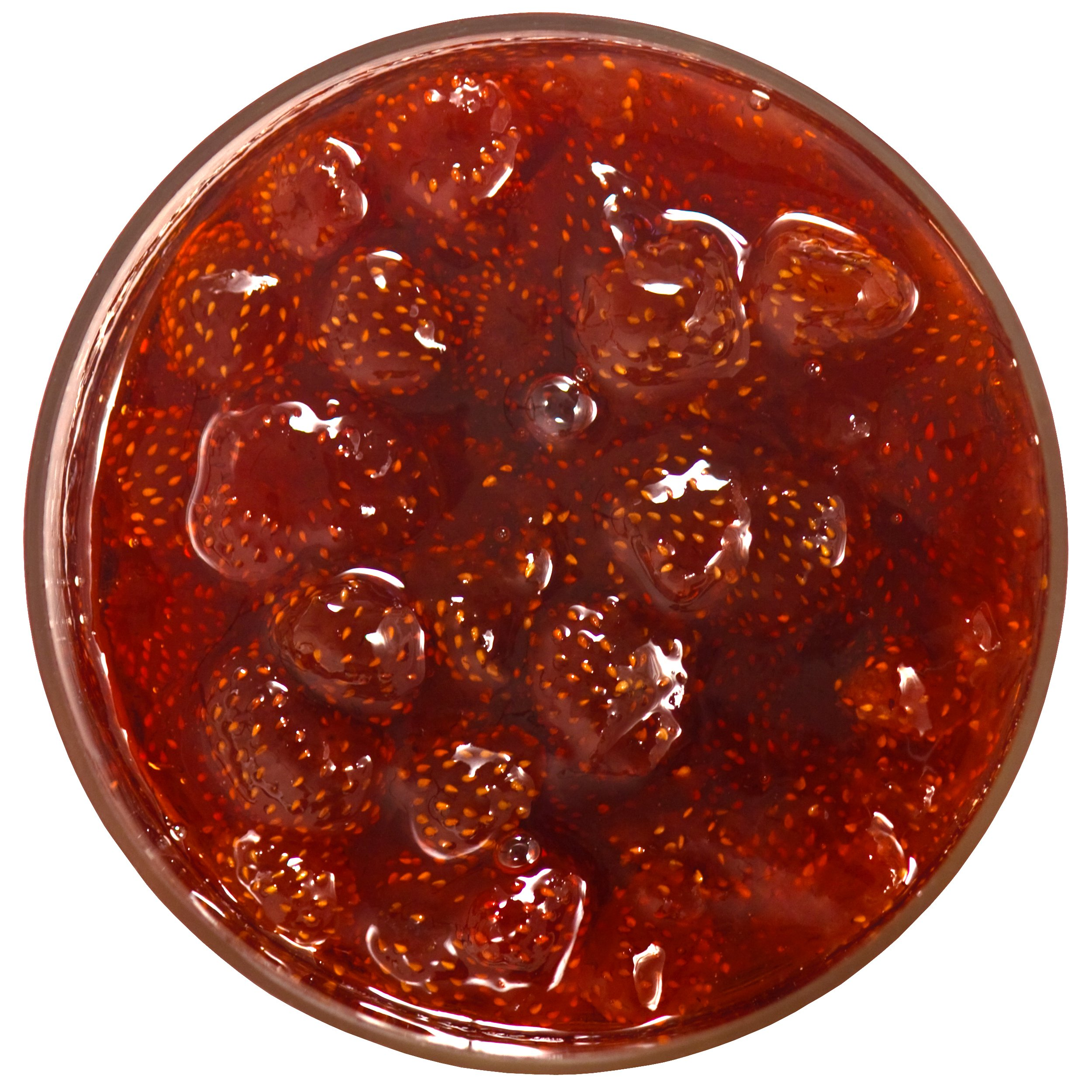
Serbisches Slatko mit Wald-Erdbeeren

Als Konfitfrüchte bezeichnet man in Zuckerlösung konserviertes bzw. eingelegtes Obst und Fruchtgemüse.

## Begriff
Konfit bezieht sich auf den französischen Begriff confire für Einkochen, der auf den lateinischen Begriff conficere im Sinn von fertig machen, zubereiten zurückgeht. Dadurch kommt es in verschiedenen Kulturen zur Überschneidung mit ähnlichen Verwendungen wie Konfitüre für Fruchtaufstriche, Konfekt für Süßwaren oder Confit für Fleisch.

## Zubereitung
Zur Vorbereitung wird Zucker mit Wasser aufgekocht. Das Ergebnis nennt man Zuckerlösung, Läuterzucker bzw. Zuckersirup oder verkürzt Sirup. Die frischen Früchte werden gesäubert, von ungenießbaren Teilen wie Stielen, Blütenansätzen und Schadstellen getrennt und je nach Rezept grob zerteilt. Je nach Frucht, Tradition und Qualität werden die Früchte in die frisch zubereitete heiße Lösung gegeben, oder mit dieser für kurze Zeit aufgekocht. Sie werden anschließend weder zerkleinert noch püriert. Nach dem Abkühlen und einer kurzen Reifephase zur Aufnahme der Zuckerlösung in das Fruchtgewebe sind die Früchte verzehrfertig. Von kandierten Früchten unterscheiden sie sich durch den geringeren Zuckergehalt, die Verwendungsmöglichkeiten zum Garnieren und Dekorieren sind gleich. Einige Konfitfrüchte in schwacher Zuckerlösung werden auch als Kompott bezeichnet.
Gelegentlich werden auch Wurzeln wie Rote Bete, Rüben und Rettiche entsprechend zubereitet. Statt Zucker wird teilweise Honig zur Süßung verwendet.

## Varianten

### Sladko/Slatko

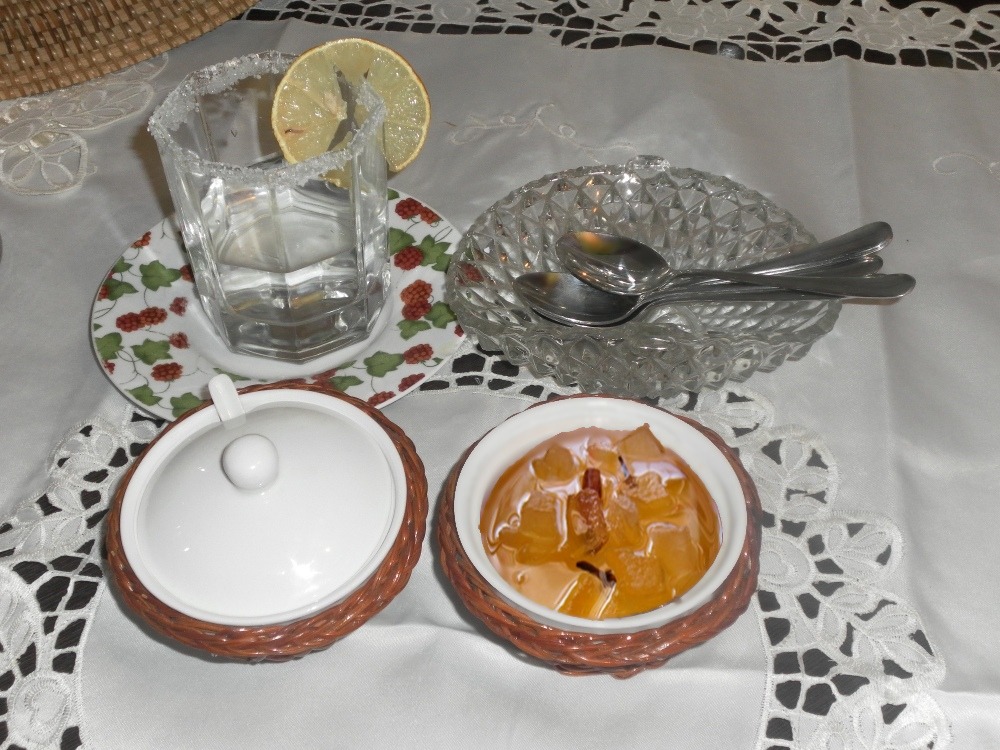
Serbisches Slatko aus Wassermelonen – auf traditionelle Art serviert

Sladko, serbisch Slatko (von bulgarisch, bzw. serbisch für „Süß“, oder „Süßes“) bezeichnet Konfitfrüchte der Balkanküche. In Serbien ist Slatko fester Bestandteil der Willkommenszeremonie, als Ausdruck von Ehrerbietung und Gastfreundschaft, wenn Gäste empfangen werden. Dieser Brauch ist schon sehr alt und charakteristisch für die historischen Teile Serbiens, also Zentralserbien, Kosovo und Metochien und dem heutigen Mazedonien, in der Vojvodina ist er weniger verbreitet. Gelegentlich wird in manchen Regionen statt Slatko, auch hausgemachter Honig angeboten. Traditionell wird Slatko in einer kleinen Glasschale, oft mit Deckel, auf einem Glas- oder Silbertablett, zusammen mit einem oder mehreren beigelegten Teelöffel/n und einem Glas Wasser serviert. Gelegentlich wird den Gästen angeboten, nachzufassen. Sofern sie dies möchten, muss ein frischer Teelöffel verwendet werden. Hierbei ist es auch nicht unüblich, nach einer weiteren Sorte zu fragen, um dem Gastgeber Interesse zu bekunden. Ein dritter Löffel ist unüblich und wird, auch wenn er für gewöhnlich gewährt wird, als maßlos und ungebührlich angesehen. Das gereichte Glas Wasser dient der Erfrischung und um den Geschmackssinn nach dem Genuss wieder zu neutralisieren.

### Andere
- Frutas dulce, Konfitfrüchte der Mexikanischen Küche
- Kijom, Konfitfrüchte der Usbekischen Küche, teilweise auch aus Trockenobst
- Uswar, Konfitfrüchte der Ukrainischen Küche
- Rosenkonfitüre, ursprünglich jüdische Speise, die heute auch in der Orientalischen und Russischen Küche verbreitet ist